# Lorenzo Geyres
Pour les articles homonymes, voir Lorenzo.
Lorenzo Geyres est une ville de l'Uruguay située dans le département de Paysandú. Sa population est de 674 habitants.

## Population
| Année | Population |
| ----- | ---------- |
| 1963  | 517        |
| 1975  | 474        |
| 1985  | 428        |
| 1996  | 573        |
| 2004  | 674        |

Référence,: